# Louis Mountbatten, Primul Conte Mountbatten de Burma
Louis Francis Albert Victor Nicholas Mountbatten, Primul Conte Mountbatten de Burma (n. 25 iunie 1900, Windsor and Maidenhead, Anglia, Regatul Unit al Marii Britanii și Irlandei – d. 27 august 1979, Mullaghmore⁠(d), Connacht⁠(d), Irlanda) a fost un amiral și om politic britanic, unchi al Prințului Filip, Duce de Edinburgh. A fost ultimul vicerege al Indiei Britanice (1947) și primul Guvernator General al Indiei independente (1947-48). Mountbatten a fost asasinat de Armata Republicană Irlandeză (IRA), care a pus o bombă în barca lui, la Mullaghmore, în Irlanda.

## Biografie
Louis Mountbatten s-a născut la Windsor, în Anglia. A fost cel mai mic copil și al doilea fiu al Prințului Louis de Battenberg și a soției lui Prințesa Victoria de Hesse. Bunicii materni au fost Louis al IV-lea, Mare Duce de Hesse și Alice a Regatului Unit, care era fiica reginei Victoria. Bunicii paterni au fost Prințul Alexandru de Hesse și Prințesa Julia. Căsătoria bunicilor paterni a fost una morganatică, bunica lui nefiind de rang regal; prin urmare, el și tatăl său au fost excluși de la moștenirea Ducatului de Hesse.
Frații săi au fost Prințesa Alice de Battenberg (mama Prințului Filip, Duce de Edinburgh), regina Louise a Suediei și George Mountbatten, al 2-lea Marchiz de Milford Haven.